# 真下章
真下 章（ましも あきら、1929年（昭和4年）3月7日 - 2019年（平成31年）2月13日）は、日本の詩人。
群馬県勢多郡粕川村（現前橋市粕川町）出身。
赤城山南麓の村で養豚農場を営みながら、その日常や豚の視線からの詩作を行い、社会を問い人間を問い己を問うた。寡作であったが、主に同人誌～軌道・越境・土偶・東国等に作品を発表した。また季刊文化誌「上州風」にはエッセーと木版画を寄稿した。

## 賞歴
1970年（昭和45年）第5回上毛文学賞を詩「朝の庭」で受賞。1975年（昭和50年）第13回群馬県文学賞（詩部門）を詩「屠場休日」で受賞。1980年（昭和55年）第3回岡田刀水士賞を詩集『豚語』で受賞。1988年（昭和63年）第38回H氏賞を詩集『神サマの夜』で受賞。

## 詩集刊行
- 『豚語』おんばこ農場・私家版　1979年（昭和54年）
- 『神サマの夜』紙鳶社　1987年（昭和62年）
- 『豚語』紙鳶社・新装版　1988年（昭和63年）
- 『赤い川まで』沖積社・現代詩人コレクション　1989年（平成元年）
- 『いろはにこんぺと 伊呂波児坤平唐』紙鳶社　1999年（平成11年）
- 『ゑひもせす』コピー・私家版　2012年（平成24年）
- 『ゑひもせす』榛名まほろば出版　2020年（令和2年）

## 作詞歴
- 1957年（昭和32年）粕川村立粕川中学校（現前橋市立粕川中学校）校歌[6][7]。
- 1964年（昭和39年）粕川村歌「粕川の歌」。